# Vittorio Veneto (schip)
De Vittorio Veneto is een helikoptermoederschip van de Italiaanse marine. Het bouwen van het schip begon in 1965 en werd beëindigd in 1969. De Vittorio Veneto is 179,6 m lang en 19,4 m breed, met een diepgang van 6 m. De maximale snelheid is 30,5 kn, maar het maximale bereik van 5.000 zeemijlen werd gehaald met een gemiddelde snelheid van 17 kn. Bij normale situatie waren er 6 Sea Kings of 9 AB-212 aan boord.
Tot het bouwen van de Vittorio Veneto werd besloten na eerdere ervaringen met de Andrea Doria, waarbij men vaststelde dat het beter zou zijn om het vliegdek te vergroten (naar 18,5 m x 4 m) en een hangar onder het vliegdek in plaats van in de bovenbouw. Hierdoor kon men 6 Sea Kings of 9 AB-212 helikopters inzetten. Daarnaast werd de raketcapaciteit ook uitgebreid van 40 naar 60.
Tot 1985 was het schip het vlaggenschip van de Italiaanse marine. Na 1985 werd die rol overgenomen door de Giuseppe Garibaldi en werd de Vittorio Veneto het nieuwe trainingsschip, waarbij het de Caio Duilio verving. In 2006 werd het schip gedemilitariseerd.